# Triumph Herald
Triumph Herald är en personbil, tillverkad av den brittiska biltillverkaren Triumph mellan 1959 och 1971.
Standard-Triumph hade börjat arbeta med en efterträdare till Standard Eight i slutet av femtiotalet. Den nya bilen fick överta kraftöverföringen från företrädaren, i övrigt var den ny från grunden. Man valde att bygga bilen på en separat ram vid en tid då nästan alla gått över till självbärande kaross. Fördelen med rambygget var att det blev enkelt att variera utbudet av karosser. Här vände man sig till Giovanni Michelotti för att få hjälp med formgivningen. Chassit var ganska avancerat, med individuell hjulupphängning runt om. Av kostnadsskäl använde man en enkel pendelaxel bak, vilket gjorde bilen överstyrd i pressade lägen. Företaget var på väg att avveckla märket Standard och den nya bilen blev en Triumph.
Våren 1959 introducerades den nya Herald. Bilen fanns till att börja med som sedan och coupé, och snart tillkom cabriolet- och kombi-karosser. Det fanns även en Herald S med tvåförgasarmotor.
Många upplevde den ursprungliga enlitersmotorn son alltför svag och 1961 tillkom Herald 1200, med större motor. Från 1963 fanns även Herald 12/50 med dubbla förgasare.
Den sista utvecklingen blev Herald 13/60 från 1967. Den nya modellen hade en ny front, i stil med den sexcylindriga Vitesse och modifierad interiör.
Produktionen av de olika Herald-modellerna uppgick till 515 189 exemplar.

## Versioner
| Modell       | Årsmodell | Motor              | Cylindervolym | Effekt | Bränslesystem    |
| ------------ | --------- | ------------------ | ------------- | ------ | ---------------- |
| Herald       | 1959-64   | 4-cyl radmotor ohv | 948 cm³       | 35 hk  | Enkel förgasare  |
| Herald S     | 1959-62   | 4-cyl radmotor ohv | 948 cm³       | 45 hk  | Dubbla förgasare |
| Herald 1200  | 1961-70   | 4-cyl radmotor ohv | 1147 cm³      | 39 hk  | Enkel förgasare  |
| Herald 12/50 | 1963-67   | 4-cyl radmotor ohv | 1147 cm³      | 51 hk  | Dubbla förgasare |
| Herald 13/60 | 1968-71   | 4-cyl radmotor ohv | 1296 cm³      | 61 hk  | Enkel förgasare  |